# Onga
Onga là một làng thuộc hạt Borsod-Abaúj-Zemplén, Hungary. Làng này có diện tích 31,49 km², dân số năm 2010 là 4843 người, mật độ 154 người/km².